# Adornate

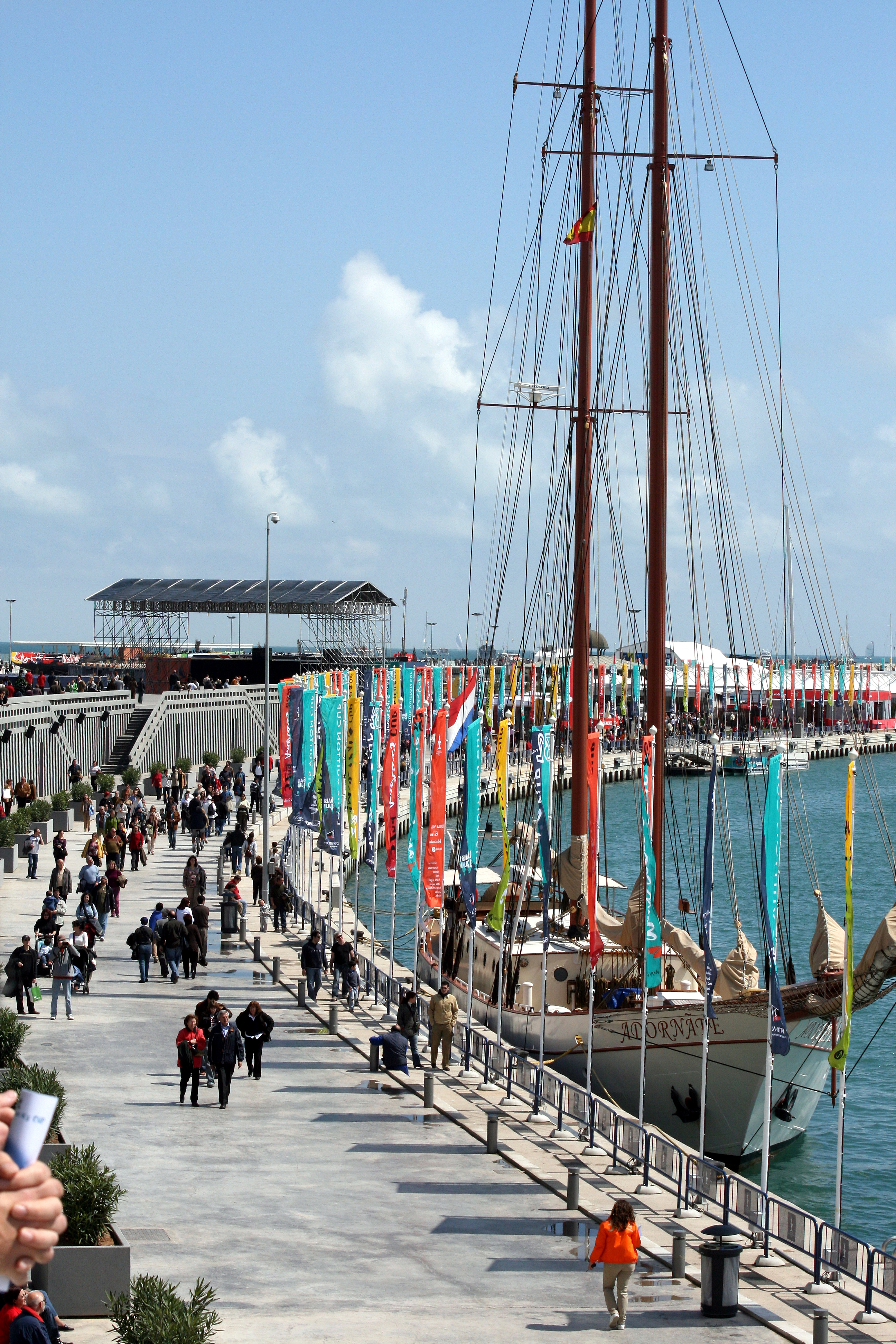
Goeleta Adornate la Valencia în 2007

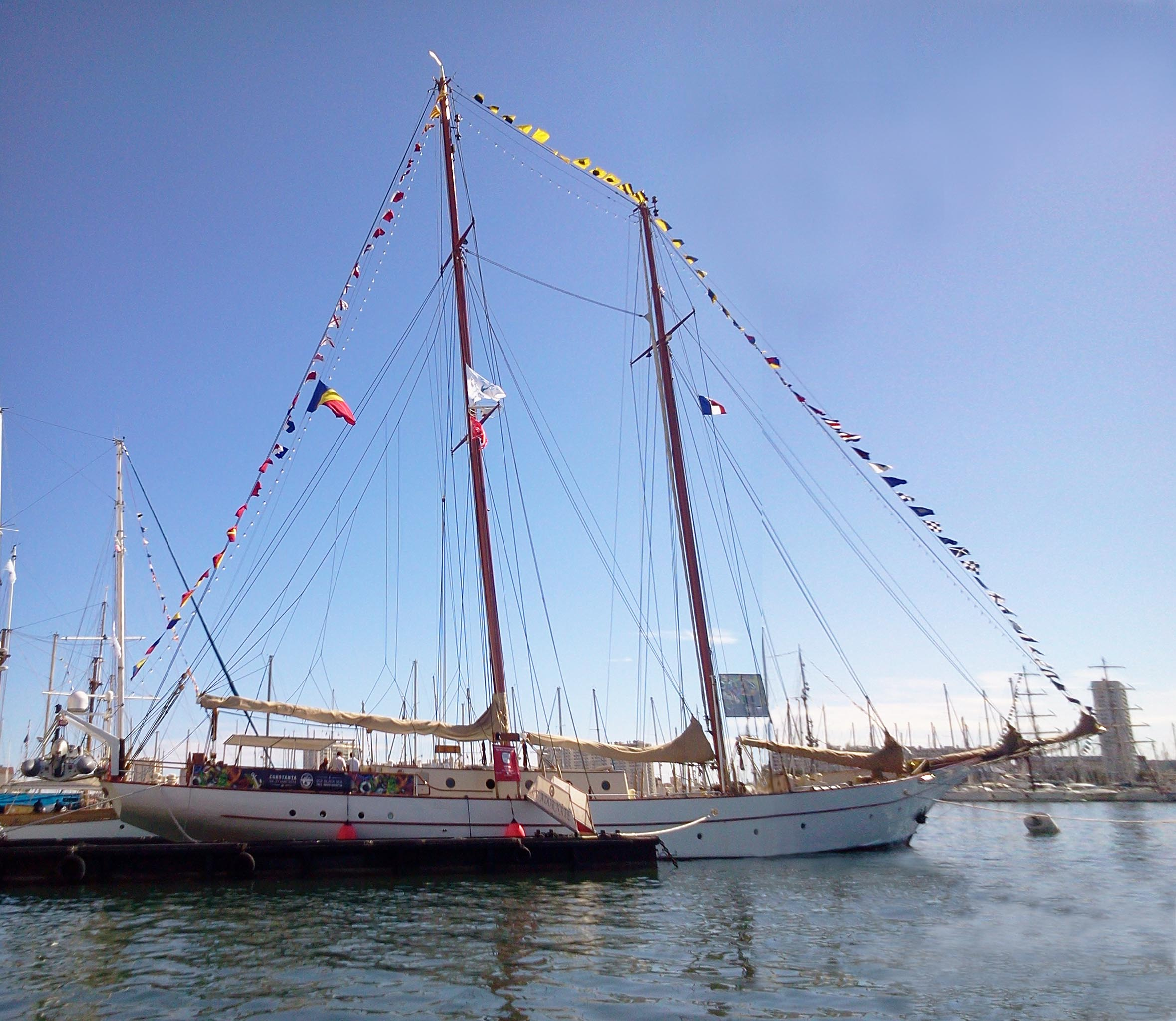
Nava Adornate la Toulon în 2013

Adornate este o goeletă românească de 250 de tone, lungă de 45 m, lată de 6,6 m, construită în 1960 în Olanda și achiziționată în 2006 de compania de croaziere de lux "SCT Black Sea" din Constanța. Pe lângă cele două catarge cu 6 vele totalizând  505 m² are și un motor Cummins de 360 C.P., pescaj de  3,2 m. Capacitate= 20 de pasageri.
Nava Adornate a fost achiziționată șapte ani după ce "Luceafărul", denumit ulterior "Libertatea",fostul yacht regal al României, a fost vândut une companii britanice care l-a restaurat și-l folosește sub numele de "Nahlin". Adornate a participat la mai multe regate în străinătate si in Romania.